# تردد منخفض
التردد المنخفض (بالإنجليزية: Low frequency)‏ 

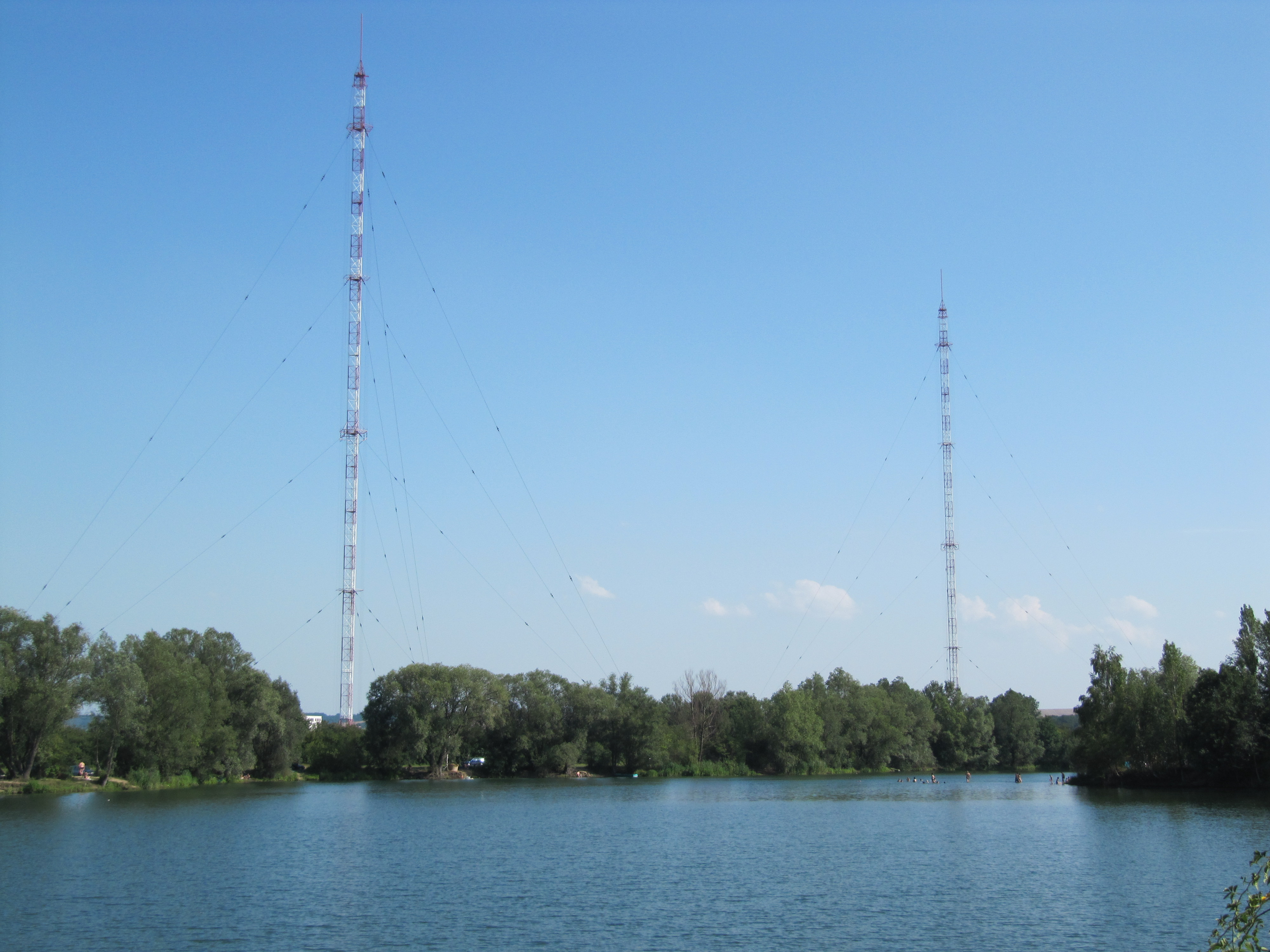

هو تعيين الاتحاد الدولي للاتصالات للترددات الراديوية في مدى 30-300 كيلو هيرتز. كما تتراوح أطوال موجاتها من عشرة كيلومترات إلى كيلومتر واحد، على التوالي، ويُعرف التردد المنخفض أيضا باسم نطاق الكيلومتر أو موجة الكيلومتر.